# Уилкинсон, Джеймс Харди
Это статья об учёном. Об американском генерале см. Уилкинсон, Джеймс.
Джеймс Харди Уилкинсон (англ. James Hardy Wilkinson, 27 сентября 1919 года, Струд, Великобритания — 5 октября 1986 года, Теддингтон, Великобритания) — британский учёный в области вычислительной математики и компьютерных наук.

## Биография
Родился в английском городе Струд, блестяще завершил обучение в Тринити-колледж при Кембриджском университете в возрасте 20 лет (1939 год). Из-за Второй мировой войны вынужден был заниматься исследованиями баллистики. После войны, в 1946 году, начал вместе с Аланом Тьюрингом работу над проектом Pilot ACE в Национальной физической лаборатории и продолжал там свои исследования до 1980 года. В 1945 году женился на Норе Вейр (англ. Nora Ware), имеет сына и дочь.
Позже Уилкинсон углубился в исследования вычислительной математики и создал ряд важных алгоритмов. С 1977 по 1984 год он одновременно являлся профессором при факультете вычислительных систем в Стэнфорде.
Среди увлечений Джеймса Уилкинсона были садоводство и туризм, также он любил классическую музыку, отлично разбирался во французских винах, не любил командные виды спорта, однако он представлял отделение математики на соревнованиях по настольному теннису в Национальной физической лаборатории Великобритании. Профессор R. S. Varga (Kent State University, Ohio), который знал Уилкинсона на протяжении 30 лет, отмечает, что Джим: 

Всегда оптимистичный и общительный, очень справедливый и беспристрастный в своих оценках, нравился практически всем, и очень увлекался многими вещами помимо математики. ... В нём всегда жил спортивный дух, будь то угадывание числа композиций Моцарта или в том, крепость какого вина больше, а также и в математике.
Оригинальный текст (англ.)"...always optimistic and jovial, very fair and impartial in his evaluations, liked virtually everybody, had a nearly overpowering enthusiasm for many things outside mathematics ... he was always competitive, whether in guessing the K numbers of Mozart compositions or in seeing whose capacity for the juice of the grape was largest, and also in his mathematics".— 
Однако, несмотря на общительность, Джеймс Уилкинсон был очень сдержан в своей профессиональной сфере, из-за чего его прозвали социальным отшельником('sociable hermit') .

## Награды
- 1963 — Honoris causa от Кембриджского университета
- 1969 — почётное членство в Лондонском королевском обществе
- 1970 — Премия Тьюринга за «разработку алгоритмов вычислительной математики для современных цифровых компьютеров, а также особое признание за заслуги в области линейной алгебры и анализа погрешностей»
- 1970 — Лекция Джона фон Неймана
- 1977 — почётное членство в Institute for Mathematics and Its Applications